# Fiat G.18
Fiat G.18 là một loại máy bay chở khách của Italy, được phát triển vào giữa thập niên 1930. 

## Biến thể
- G.18 – phiên bản đầu với động cơ Fiat A.59 (3 chiếc)
- G.18V – phiên bản cải tiến với động cơ Fiat A.80 (6 chiếc)

## Quốc gia sử dụng
Italy
- Avio Linee Italiane (ALI)
- Regia Aeronautica

## Tính năng kỹ chiến thuật (G.18V)
Đặc điểm tổng quát
- Kíp lái: 3
- Sức chứa: 18 hành khách
- Chiều dài: 18,81 m (61 ft 9 in)
- Sải cánh: 25 m (82 ft 1 in)
- Chiều cao: 5,01 m (16 ft 5 in)
- Diện tích cánh: 88,3 m2 (950 ft2)
- Trọng lượng rỗng: 7.200 kg (15.900 lb)
- Trọng lượng có tải: 10.800 kg (23.800 lb)
- Powerplant: 2 × Fiat A.80, 746 kW (1.000 hp) mỗi chiêc

Hiệu suất bay
- Vận tốc cực đại: 400 km/h (250 mph)
- Tầm bay: 1.675 km (1.041 dặm)
- Trần bay: 8.700 m (28.600 ft)
- Vận tốc lên cao: 4,8 m/s (944 ft/phút)